# Црква Светог Вазнесења Господњег у Обљу (Калиновик)
Црква Вазнесења Господњег је храм Српске православне цркве и припада Епархији Захумско-херцеговачкој и приморској. Саграђен је 1869. године у селу Обаљ, петнаестак километара удаљеног од Калиновика.

## Историја
Црква Вазнесења Господњег у Обљу код Калиновика је мала, сеоска црква која је и покирвена каменом 1869. године. Камен за кров донесен је са висоравни Морине(планина Црвањ), а звоно је допремљено из Метковића. Црква је специфична по реликвији која се скоро два вијека чува у њој. Ријеч је о руци једног чобанчета, ког су у 18. вијеку посијекли Турци и која до данас није иструнула.

### Посвећена рука чобанчета
По предању, Обљани кажу како је десет година након завршетка цркве село ноћу обасјавала чудна свјетлост. Уз договор кнеза и свештеника Марка Сладоја, отворен је гроб невино страдалог српског чобанина и нађена је рука која свијетли. Друга, посвећена рука никад није нађена. По једнима, налази се у манастиру Житомислић код Мостара, док други тврде да је у Завали код Требиња.
Реликвија се традиционално износи и обноси око цркве на Спасовдан, празник коме је и посвећена црква. Домаће становништво вјерује да, због руке посјеченог пастира, село никад није било погођено временским неприликама нити је било освојено од стране непријатеља.
У порти цркве налази се и гробље у којем су се Срби овог краја почели сахрањивати средином 19. вијека. Раније, због забране турске власти, Обљани су се сахрањивали на брду Пиљеш Дол.